# Jarogniew Kasprzak
Jarogniew Kasprzak (ur. 8 listopada 1912 w Poznaniu, zm. 1940 w ZSRR) – polski koszykarz, ekonomista i żołnierz, ofiara zbrodni sowieckich.
Był synem Kazimierza i Marii z Pietruszaków. W 1933 ukończył Gimnazjum im. Jana Kantego w Poznaniu. Potem był absolwentem poznańskiej Wyższej Szkoły Handlowej. Uprawiał koszykówkę w AZS Poznań i KPW Poznań. W 1934 skończył kurs podchorążego rezerwy piechoty przy 29. Pułku Piechoty. Potem przydzielono go do 70. Pułku Piechoty. W 1935 i 1937 odbywał ćwiczenia rezerwistów jako dowódca plutonu CKM. W 1937 był akademickim wicemistrzem świata. W tym samym roku uczestniczył w Mistrzostwach Europy w Koszykówce w Rydze, gdzie Polska zajęła czwarte miejsce. W latach 1930, 1931, 1932, 1935 i 1937 zdobył tytuł mistrza Polski. W 1939 walczył w kampanii wrześniowej. Został wzięty do niewoli przez Sowietów. Przetrzymywano go w nieznanym obozie jenieckim i został zamordowany w ZSRR. Spoczywa na Cmentarzu Ofiar Totalitaryzmu w Charkowie.